# Sociální systém
Sociální systém je strukturovaná síť vztahů mezi jednotlivci, skupinami a institucemi, tvořící soudržný celek. Je to formální struktura rolí a statusů, vznikající ve stabilní skupině. Jednotlivec může patřit do více sociálních systémů najednou; příkladem sociálních systémů jsou nukleární rodiny, komunity, města, národy, univerzitní kampusy, korporace nebo průmyslová odvětví. Organizace a definice skupin v rámci sociálního systému závisí na různých sdílených vlastnostech, jako je geografické umístění, socioekonomický status, rasa, náboženství, společenská funkce nebo jiné rozlišitelné znaky.
Studium sociálních systémů je nedílnou součástí oborů sociologie a veřejné politiky. Sociální systémy byly studovány již od vzniku sociologie. K jejich předním teoretikům patří například Talcott Parsons, který jako první formuloval jejich systematickou teorii, a Niklas Luhmann. Nové impulsy k jejich studiu dala také systémová dynamika, obor, který založil Jay Wright Forrester.